# オッズ
オッズ（英: odds）は、確率論で確率を示す数値のこと。またギャンブルの分野では、配当率を指す（#ギャンブルにおけるオッズの節を参照）。
元々、失敗b回に対して成功a回の割合のときに比 a/bとして定義された。ある事象の起こる確率 pと起こらない確率 1-pとの比 p/(1-p)のこと。ある事象の起こる確率 pが1/2を超えることはオッズが1を超えることに等価であり、0≤p<1の範囲で確率とオッズは1対1に対応し、確率とオッズは同じものの別表現になっている。確率が十分に小さいとき（例えばp<0.1）、オッズは確率とおおよそ等しい。
オッズ Oddsと確率 {\displaystyle p}には以下の関係式が成り立つ。
{\displaystyle {\begin{aligned}{\text{Odds}}&={\frac {p}{1-p}},\\p&={\frac {\text{Odds}}{1+{\text{Odds}}}}\end{aligned}}}
またオッズは上の定義から以下が成り立つ。
{\displaystyle 0\leq {\text{Odds}}<\infty }
2つのオッズの比をオッズ比という。またオッズの対数は、その確率のロジットと呼ばれる。これらは臨床試験の結果の表現や、種々の統計学的解析に用いられる。

## ギャンブルにおけるオッズ
オッズは競馬などギャンブルのブックメーカーが見込みを示す方法として、長らく使われてきた。
5回に1回の確率（つまり0.2または20%）で起きる事象は、オッズで表すと
{\displaystyle 0.2/(1-0.2)=0.2/0.8=}0.25
となる。このオッズが低いほど、その事象が起きた場合の儲けが多くなる。具体的には、オッズ0.25で1を賭けておくと、当たりの場合には、もとの1に加えて賭け金{\displaystyle 1/0.25=}4を受け取ることになる（1が5になり、すなわち5倍）。
このオッズの表現法には、4:1または4/1（失敗数と成功数）、5.0または5 for 1（もとの賭け金を加えた表現）、+400（賭けた金額100に対する儲けの金額）などといったものもある。
一方、5回に4回の確率（つまり0.8または80%）で起きる事象では、オッズは{\displaystyle 0.8/(1-0.8)=0.8/0.2=}4となり、4賭けておいて当たりになった場合には、もとの4に加えて{\displaystyle 4/4=}1の儲けが戻ってくる（4が5になり、すなわち1.25倍）。
ヨーロッパやアメリカ合衆国などでの競馬では、単勝オッズが「10-1、5-2、2-1、3-2、30-1」等とよく表記される。ケンタッキーダービー公式ホームページ等の英語サイトを参照。
なお、日本の公営競技においては、しばしば払戻金の倍率（賭けた金が何倍になって払い戻されるか）のことをオッズと呼ぶ。

## 注
1. ↑  「オッズ」『精選版 日本国語大辞典』。コトバンクより2024年6月20日閲覧。
2. ↑  Miquel Porta 編 著、日本疫学会 訳『疫学辞典』（第5版）日本公衆衛生協会、2010年、277頁。ISBN 978-4-8192-0222-0。
3. ↑  {\displaystyle {\frac {p}{1-p}}=p+p^{2}+p^{3}+\dotsb .}
4. ↑  “オッズ（競馬用語辞典）”. 日本中央競馬会. 2020年7月17日閲覧。